# Lispocephala ingens
Lispocephala ingens är en tvåvingeart som först beskrevs av Grimshaw 1901.  Lispocephala ingens ingår i släktet Lispocephala och familjen husflugor. Inga underarter finns listade i Catalogue of Life.